# Вексель

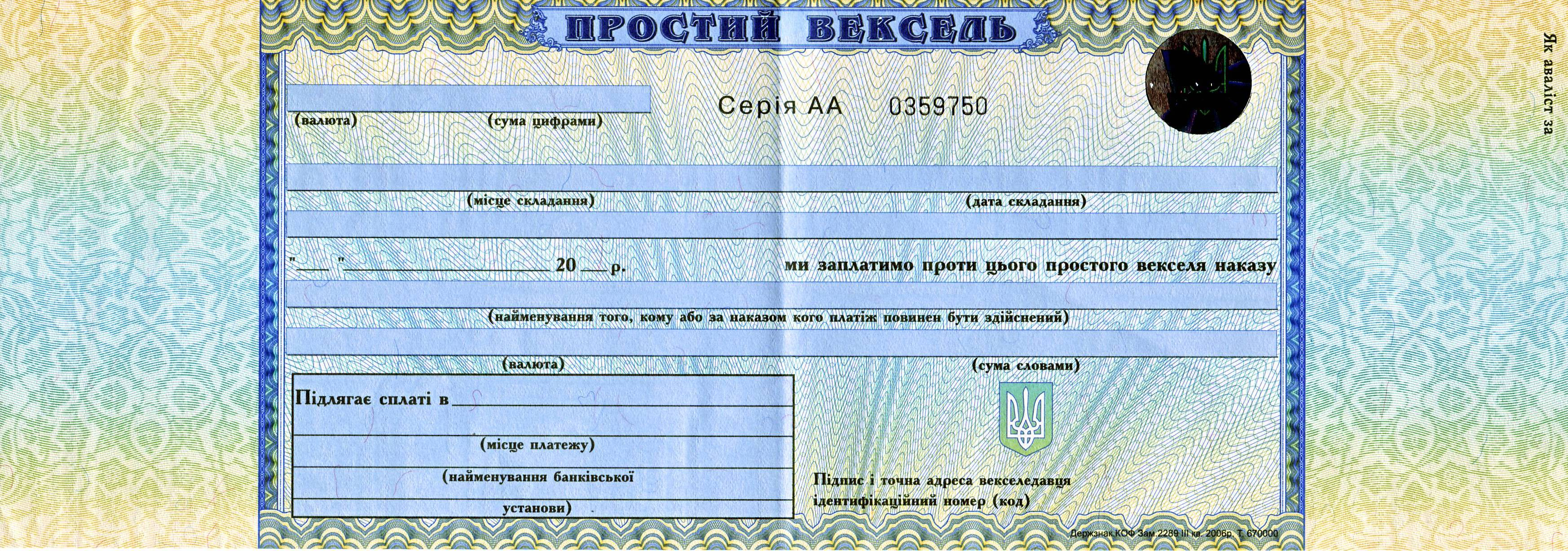
Бланк простого векселю в Україні

Ве́ксель (нім. Wechsel) — цінний папір, який засвідчує безумовне грошове зобов'язання векселедавця сплатити визначену суму грошей власнику векселя після настання строку.
Вексель виник у 12-13 ст. в Італії в результаті розвитку міжнародної торгівлі та банківництва. Прообразом векселя були ордери, позичкові листи, грошові розписки. Спочатку вексель використовувався для здійснення валютообмінних операцій (у буквальному перекладі слово «вексель» — wechsel, change, exchange, cambio — означає «розмін») та подолання незручностей і небезпеки транспортування повноцінних грошей: банкір виписував свідоцтво про отримання грошової суми, при пред'явленні якого кореспонденту банкіра за кордоном клієнт отримував кошти у місцевій валюті. Поширенню векселя сприяли обмеження на стягнення процентів за кредитами, що містились у канонічних статутах та цивільному законодавстві багатьох країн середньовічної Європи. Це викликало маскування кредитних операцій під торговельні угоди, заставні операції, котрі оформлялись векселем. Із вдосконаленням тексту векселя й розвитком вексельного права сфера використання векселя розширюється, він перетворюється в універсальний кредитний, платіжний та розрахунковий документ.

## Види векселів
В залежності від форми та способу використання розрізняють:
- простий вексель — просте і нічим не обумовлене зобов'язання векселедавця сплатити власнику векселя у вказаний строк у вказаному місці вказану суму.
- переказний вексель (тратта) — це письмовий наказ векселедавця платнику (трасату) про сплату векселедержателю певної суми грошей у визначеному місці у визначений час. Причому отримувачем коштів може виступати як перший векселедержатель (ремітент), так і кожний з наступних векселедержателів (індосат).
- Казначейський вексель  — це вид державного цінного паперу, який засвідчує безумовне грошове зобов'язання Державного казначейства України сплатити після настання строку визначену суму грошових коштів власнику векселя.

В залежності від характеру угод, що спричинили появу векселя виділяють:
- Комерційний (товарний, торговий) вексель з'являється в обігу в результаті реальної угоди з купівлі-продажу цінностей, виконаних робіт, наданих послуг.
- Фінансовий вексель виникає внаслідок фінансової операції і засвідчує отримання грошової позики.

Векселі можуть з'являтись в обігу внаслідок реальних угод, або ж бути фіктивними (безгрошовими), до яких відносять підроблені, дружні, бронзові векселі.

## Обов'язкові реквізити векселя
Уніфікований Закон про переказні векселі та прості векселі, який є додатком № 1 до Женевської конвенції від 7 червня 1930 року, визначає, що переказний вексель повинен містити вісім, а простий вексель — сім обов'язкових реквізитів.
Реквізити простого векселя:
1. Найменування «Вексель»
2. Просте і нічим не обумовлене зобов'язання сплатити певну суму
3. Зазначення строку платежу
4. Зазначення місця платежу
5. Найменування того, кому або за наказом кого має бути здійснений платіж
6. Дата і місце складання векселя
7. Підпис векселедавця
Реквізити переказного векселя
1. Найменування «Вексель»
2. Простий і нічим не зумовлений наказ сплатити певну суму
3. Найменування платника
4. Зазначення строку платежу
5. Зазначення місця платежу
6. Найменування того, кому або за наказом кого має бути здійснений платіж
7. Дата і місце складання векселя
8. Підпис векселедавця
Наявність зазначених реквізитів є обов'язковою для того, щоб документ мав силу векселя. У Женевській вексельній конвенції зроблено лише три винятки:
- коли у тексті векселя не вказано вексельний строк, вексель вважається таким, що підлягає оплаті за поданням;

- за відсутності особливого позначення місце, зазначене поруч з найменуванням платника, вважається місцем платежу, а також місцем проживання платника;

- вексель, у якому не вказано місце його складання, вважається виписаним у місці, вказаному поруч з назвою векселедавця.

Вексельний текст може містити і низку інших елементів, однак їхня наявність чи відсутність не позначається на силі векселя, хоч і може утруднити його обіг.

## Механізм обігу переказного векселя
Векселедавець (трасант), складаючи вексель дає наказ платнику (трасату) виплатити вказану суму особі, на користь якої видано вексель (ремітенту). Акцептуючи вексель, платник (акцептант) бере на себе зобов'язання за його своєчасну оплату в розмірі суми, на яку здійснено акцепт і стає головною зобов'язаною за векселем особою.
Векселедержатель має можливість, не очікуючи закінчення терміну погашення векселя, передати його іншому суб'єктові як погашення боргу шляхом індосування. Кожний індосант бере на себе відповідальність за оплату та акцепт векселя. Якщо зобов'язань акцептанта чи індосантів виявляється недостатньо, оплату векселя може бути гарантовано за допомогою вексельної гарантії — авалю, однак зобов'язання аваліста є вторинним до зобов'язання особи, за яку здійснено поручительство і реалізується лише при невиконанні основного зобов'язання. Останній векселедержатель повинен пред'явити вексель до сплати платнику, або особі, якій доручено здійснити платіж за векселем — особливому платнику чи доміциліату, у місці платежу в день оплати, або в один із двох наступних робочих днів. Дострокова оплата векселя можлива лише за згодою платника. Боржник (презентат) за допомогою індосаменту чи неперервного ланцюга індосаментів дізнається про нового власника векселя, впевнюється в тому, що суб'єкт, який пред'являє вексель до платежу чи до акцепту (презентант) і векселетримач є однією особою та сплачує останньому вексельну суму в грошовій формі з вчиненням на звороті векселя розписки про здійснення платежу. З моменту оплати векселя особа, що здійснила платіж вважається вільною від зобов'язання.
У випадку відмови від оплати або неспроможності боржника оплатити вексельну суму векселедержатель може вчинити проти нього позов до суду, а також вимагати в суді оплати в порядку регресу від усіх чи окремо від кожного з солідарно відповідальних за векселем осіб: індосантів, гарантів та трасанта без урахування черговості підписів на векселі. Однак, поданню позову проти солідарно відповідальних осіб має передувати процедура протесту векселя з боку векселедержателя. За умови відсутності протесту, несвоєчасному його поданні, недотриманні необхідних правових норм при здійсненні протесту, векселедержатель втрачає право на висунення позову до трасанта та індосантів.
Можливості векселедержателя не обмежуються очікуванням терміну погашення векселя чи використанням векселя як платіжного засобу. Власник векселя може також отримати банківський кредит, переврахувавши вексель у банку до настання строку його погашення, або надавши вексель банку в заставу.

## Особливості вексельного обігу в Україні
Згідно із Законом України «Про цінні папери і фондовий ринок» випускаються два види векселів: простий і переказний. Відповідно, існують два вексельних бланків типової форми. Вексельний бланк повинен бути заповнений із дотриманням вимог обов'язкових реквізитів. Уніфікований закон про переказні векселі та прості векселі залишає у компетенції національного законодавства відображення специфічних аспектів вексельного обігу у тій чи іншій країні. Особливості обігу векселів в Україні визначає Закон «Про обіг векселів в Україні» від 05.04.2001 року. У ньому, зокрема, визначено:
- Векселі складаються у документарній формі на спеціальних бланках з відповідним ступенем захисту від підроблення і не можуть бути переведені у бездокументарну форму (знерухомлені).
- Вексель, який видається на території України і місце платежу за яким також знаходиться на території України, складається державною мовою. Найменування трасанта або векселедавця, інших зобов'язаних за векселем осіб заповнюється тією мовою, якою визначено офіційне найменування в їхніх установчих документах.
- Видавати переказні і прості векселі можна лише для оформлення грошового боргу за фактично поставлені товари, виконані роботи, надані послуги.
- Векселедавець зобов'язаний вести реєстр виданих векселів.
- Сума векселя, виражена в іноземній валюті, на території України може бути сплачена в національній валюті України за курсом НБУ на день настання строку платежу чи в іноземній валюті з додержанням вимог валютного законодавства України.

Статус векселя в чинному національному законодавстві
Боргове грошове ордерне зобов'язання у паперовому вигляді. Чітке регулювання переходу права власності; всі спірні питання вирішуються через суд; максимальний захист усіх учасників вексельного обігу:
Женевські конвенції від 07.06.1930:
- Конвенція, якою запроваджено Уніфікований закон про переказні векселі та прості векселі (Додаток І Уніфікований Закон; Додаток II)
- Конвенція про гербовий збір стосовно переказних векселів і простих векселів
- Конвенція про врегулювання деяких колізій законів про переказні векселі та прості векселі (ETS 051)
- Закони України ви 06071999X2 816-XIV, № 817-XIV:. № 818-XIV Про приєднання України до Женевської конвенцій 1930 року

Цінний папір борговий, ордерний:
- Про цінні папери та фондовий ринок. Закон України від 23.02.2006 № 3480-IV

Платіжний інструмент
- Про банки і банківську діяльність. Закон України ви 07.12.2000 Хз 2121-ІІІ